# Hacia las alturas
Hacia las alturas (conocida en inglés como Christopher Strong, The Great Desire y The White Moth) es una película pre-code estadounidense de 1933, producida por RKO y dirigida por Dorothy Arzner. La película fue protagonizada por Colin Clive y Katharine Hepburn (en su segundo papel en la pantalla, primero como artista principal), cuenta una historia de un amor ilícito en la aristocracia inglesa. El guion de Zoë Akins adapta la novela Christopher Strong escrita en 1932 por Gilbert Frankau.
En Hacia las alturas, una joven Katharine Hepburn, con solamente 26 años, ya presenta toda su espontaneidad y su famoso arquetipo de mujer independiente, en un papel convincente como aviadora y como amate de un hombre casado. Además la película cuenta con bellas escenas, rodadas en Londres, Nueva York y Cannes, así como el fugaz vistazo a un campo de aviación.

## Sinopsis
En una fiesta, durante una «caza del tesoro», Monica Strong y su novio Harry Rawlinson salen a buscar un marido fiel y una mujer que no haya tenido nunca un amante. Logran encontrar a la elegante piloto de avión Lady Cynthia Darrington. El parlamentario Sir Christopher Strong, un hombre casado, queda fascinado por su personalidad. Al principio, el trato es inocente pero poco a poco dan inicio a una relación que afectará la felicidad matrimonial del parlamentario y las carreras profesionales de ambos.

## Reparto
- Katharine Hepburn como Lady Cynthia Darrington.
- Colin Clive como Sir Christopher Strong.
- Billie Burke como Lady Strong.
- Helen Chandler como Monica Strong.
- Ralph Forbes como Harry Rawlinson.
- Irene Browne como Carrie Valentine.
- Jack La Rue como Carlo.
- Desmond Roberts como Bryce Mercer.
- Agostino Borgato como Fortune teller.

## Recepción
Christopher Strong obtuvo un pequeño beneficio en taquilla y críticas positivas por parte de la prensa especializada. En su reseña para The New York Times, el crítico de cine Mourdant Hall la describió como un vehículo estelar para Katharine Hepburn, «[...] quien atrajo amplia atención a través de su eficaz interpretación en Doble sacrificio, es la luz principal en una versión pictórica de la novela de Gilbert Frankau Christopher Strong [...]»